# Karl Gotthelf von Hund
Karl Gotthelf von Hund und Altengrotkau (født 1. september 1722, død 28. oktober 1776) var en tysk baron, frimurer og grundlægger af det frimureriske højgradssystem Strickte Observans. 
1765-1776 var Karl Gotthelf von Hund hærmester for frimureri i Danmark.
En stor del af Karl Gotthelf von Hunds anselige litterære samling findes i dag i Den Danske Frimurerordens arkiv og biblioteker.